# Huapango
Huapango è un genere messicano di danza e musica popolare, parte dello stile son huasteco. La parola potrebbe essere una corruzione della parola Nahuatl cuauhpanco che letteralmente significa "in cima al legno", alludendo a una piattaforma di legno su cui i ballerini possono fare passi di danza zapateado. È interpretato in diverse forme, la più comune è il classico huapango interpretato da un trio di musicisti (un trio huasteco); lo huapango norteño interpretato da un gruppo (un conjunto norteño); e lo huapango de mariachi, che può essere eseguito da un gran numero di musicisti.

## Huapango tipico (son huasteco)
Il classico trio huasteco riunisce un violino, una huapanguera e una jarana huasteca. Il classico huapango è caratterizzato da una complessa struttura ritmica che mescola dupli e tripli metri che riflettono gli intricati passi della danza. Quando i suonatori cantano (in un duetto, in un tono di falsetto), il violino si ferma e lo zapateado (il ritmo dato dai talloni che colpiscono il pavimento) si ammorbidisce. Lo huapango è ballato da uomini e donne in coppia. Uno huapango molto popolare è El querreque, in cui due cantanti si alternano rimbeccandosi con impertinenti e divertenti risposte.

## Huapango norteño

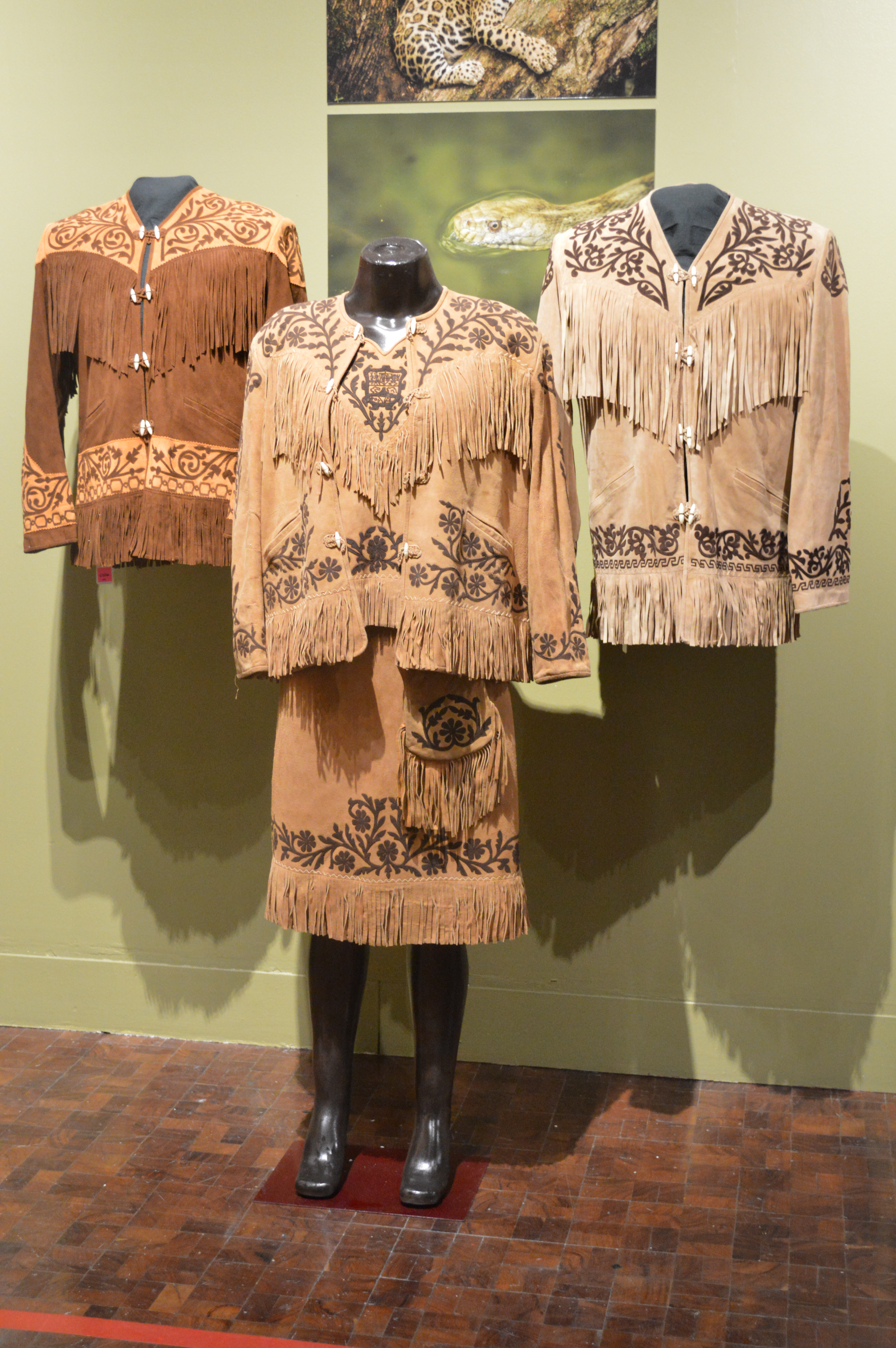
Giacche di pelle con frange chiamate cueras e abbigliamento per ballare huapango e son del Tamaulipas esposti al Museo de Arte Popular a Città del Messico

Lo huapango norteño è un pezzo di danza veloce in 6/8. Questo stile e ritmo di danza facevano parte dei primi gruppi di norteño. È eseguito da gruppi norteñi (settentrionali). La strumentazione di questo tipo di complesso è composta da fisarmonica, bajo sexto, contrabbasso, batteria e sassofono.

## Huapango de mariachi
L'huapango in mariachi ha alternato schemi ritmici simili a quelli del son jaliscience. Vengono utilizzate entrambe le chiavi maggiore e minore. Una delle caratteristiche distintive è l'uso di un falsetto da parte del cantante. Un'altra caratteristica è l'uso di passaggi movimentati di violino per le introduzioni musicali e gli interludi. Tra le canzoni famose ci sono Cucurrucucú paloma e Malagueña.

## Huapango di Moncayo
Huapango è probabilmente la composizione più famosa del compositore messicano José Pablo Moncayo.